# 回东河水库
回东河水库是中国云南省临沧市双江拉祜族佤族布朗族傣族自治县境内的一座水库，位于回东河上，建于1973年。水库正常库容为860万立方米，集雨面积为40平方千米，海拔为1084米。